# Změna 2020
Změna 2020 (zkratka Z 2020) je české politické hnutí, které vzniklo 13. prosince 2019 a bylo oficiálně představeno 1. června 2020.

## Historie
Hnutí založil bývalý hejtman Jihočeského kraje Jiří Zimola poté, co vystoupil z České strany sociálně demokratické, ve spolupráci s dalšími, např. starostou Jindřichova Hradce Stanislavem Mrvkou a místostarostou Bohumilem Komínkem, kteří též vystoupili z ČSSD a byli jindřichohradeckým zastupitelstvem následně odvoláni ze svých funkcí. Zimola se stal předsedou hnutí, Mrvka 1. místopředsedou.

## Účast ve volbách

### Krajské a senátní volby 2020
Hnutí sestavilo svou kandidátku pro krajské volby 2020, lídrem byl Mrvka, Zimola byl na devátém místě. Mrvka zároveň kandidoval v senátních volbách v pelhřimovském obvodu. V krajských ani senátních volbách ale strana neuspěla.

### Komunální volby 2022
V komunálních volbách v roce 2022 hnutí získalo jeden mandát. Zastupitelem byl v Nové Bystřici zvolen předseda hnutí Jiří Zimola. Dne 18. října 2022 byl Zimola zvolen starostou města.

### Volby do Poslanecké sněmovny PČR v roce 2025
Ve volbách do PSP ČR v roce 2025 bude předseda hnutí Jiří Zimola kandidovat za hnutí Přísaha jako lídr kandidátky v Jihočeském kraji.

## Volební výsledky

### Senát (obvod Pelhřimov)
| Volby | Kandidát        | První kolo | První kolo | První kolo | Druhé kolo  | Druhé kolo  | Druhé kolo  |
| Volby | Kandidát        | Hlasy      | v %        | Výsledek   | Hlasy       | v %         | Výsledek    |
| ----- | --------------- | ---------- | ---------- | ---------- | ----------- | ----------- | ----------- |
| 2020  | Stanislav Mrvka | 7 056      | 19,0       | 3.         | nepostoupil | nepostoupil | nepostoupil |

### Zastupitelstvo Jihočeského kraje
| Volby | Hlasy | Hlasy | Mandáty | Mandáty | Postavení |
| Volby | Abs.  | %     | Abs.    | ±       | Postavení |
| ----- | ----- | ----- | ------- | ------- | --------- |
| 2020  | 3 805 | 1,9   | 0/55    | ▼2      | –         |

### Zastupitelstva obcí
| Volby | Zastupitelé | Rozdíl |
| ----- | ----------- | ------ |
| 2022  | 1           | ▲1     |